# 前4世紀南京
|        | 南京历史 |
| 世纪： | 前10世纪南京 \| 前9世纪南京 \| 前8世纪南京 \| 前7世纪南京 \| 前6世纪南京 \| 前5世纪南京 \| 前4世纪南京 \| 前3世纪南京 \| 前2世纪南京 \| 前1世纪南京 \| 1世纪南京 \| 2世纪南京 \| 3世纪南京 |

南京于：前400年-前333年，为越国越城；前333年-前301年，为楚国金陵邑。

## 大事记

### 前340年代
- 前333年，楚灭越，因山而置金陵邑城（今清凉山），城周“七里一百步”，属江东郡。